# Caryocolum fischerella
Caryocolum fischerella — вид лускокрилих комах з родини виїмчастокрилі молі (Gelechiidae).

## Поширення
Вид поширений у Північній та Центральній Європі.

## Опис
Розмах крил 11—13 мм. Передні крила коричневі, вкраплені білим.

## Спосіб життя
Імаго літають з кінця червня по кінець серпня. Личинки живляться Saponaria officinalis і Saponaria ocymoides. Вони зграйні і живляться всередині кінцевих пагонів рослини-господаря. Личинок можна знайти в травні. Заляльковування відбувається в павутині між листям рослини-господаря.